# Carl von Essen
Carl von Essen (Jönköping, 18 oktober 1940 - Björnlunda, 11 november 2021) was een Zweeds schermer.

## Carrière
Carl von Essen werd wereldkampioen met de ploeg in Grenoble in 1974 en in Boedapest in 1975. Hij won ook bronzen medailles met het team in 1966 in Moskou, 1969 in Havana, 1971 in Wenen en 1978 in Hamburg. Met brons in Havana in 1969, verzekerde hij zich ook van zijn enige wereldkampioenschap medaille in het individueel. 
Hij nam drie keer deel aan de Olympische Spelen: in 1968 werd hij negende met het team in Mexico-Stad, vier jaar later werd hij zevende met het team in München. In de individuele competitie werd hij in 1972 in de eerste ronde uitgeschakeld. Op de Olympische Spelen van 1976 in Montreal bereikte hij ongeslagen de finale van de ploegenwedstrijd, waarin het Zweedse team Duitsland met 8:5 versloeg. Samen met Göran Flodström, Rolf Edling, Leif Högström en Hans Jacobson, werd Von Essen dus Olympisch kampioen.

## Resultaten

### Olympische Zomerspelen
| Jaar | Plaats      | Resultaten              |
| ---- | ----------- | ----------------------- |
| 1968 | Mexico-stad | 9e degen team           |
| 1972 | München     | 50e degen 7e degen team |
| 1976 | Montreal    | degen team              |

### Wereldkampioenschappen schermen
| Jaar | Plaats    | Resultaten         |
| ---- | --------- | ------------------ |
| 1966 | Moskou    | degen team         |
| 1969 | Havana    | degen · degen team |
| 1971 | Wenen     | degen team         |
| 1974 | Grenoble  | degen team         |
| 1975 | Boedapest | degen team         |
| 1978 | Hamburg   | degen team         |

1908: Alibert, Berger, Collignon, Gravier, Lippmann, Olivier, Stern ·
1912: H. Anspach, P. Anspach, Hennet, Ochs, Salmon, Willems ·
1920: Allocchio, Bozza, Canova, Costantino, Marrazzi, A. Nadi, N. Nadi, Olivier, Thaon di Revel, Urbani ·
1924:  Buchard, Ducret, Gaudin, Labatut, Liottel, Lippmann, Tainturier ·
1928:  Agostoni, Basletta, M. Bertinetti, Cornaggia-Medici, Minoli, Riccardi ·
1932: Buchard, Cattiau, Jourdant, Piot, Schmetz, Tainturier ·
1936: Brusati, Cornaggia-Medici, E. Mangiarotti, Pezzana, Ragno, Riccardi ·
1948: Artigas, Desprets, Guérin, Huet, Lepage, Pécheux ·
1952: Battaglia, F. Bertinetti, Delfino, D. Mangiarotti, E. Mangiarotti, Pavesi ·
1956: Anglesio, F. Bertinetti, Delfino, E. Mangiarotti, Pavesi, Pellegrino ·
1960: Delfino, E. Mangiarotti, Marini, Pavesi, Pellegrino, Saccaro ·
1964: Bárány, Gábor, Kausz, Kulcsár, Nemere ·
1968: Fenyvesi, Kulcsár, Nagy, Nemere, P. Schmitt ·
1972: Erdős, Fenyvesi, Kulcsár, Osztrics, P. Schmitt ·
1976: Edling, Von Essen, Flodström, Högström, Jacobson ·
1980: Boisse, Gardas, Picot, Riboud, Salesse ·
1984: Borrmann, Fischer, Heer, Nickel, Pusch ·
1988: Delpla, Henry, Lenglet, Riboud, Srecki ·
1992: Borrmann, Felisiak, Proske, Resnitstsjenko, A. Schmitt ·
1996: Cuomo, Mazzoni, Randazzo ·
2000: Mazzoni, Milanoli, Randazzo, Rota ·
2004: Boisse, F. Jeannet, J. Jeannet, Obry ·
2008: F. Jeannet, J. Jeannet, Robeiri ·
2016: Borel, Grumier, Jérent, Lucenay ·
2020: Kano, Minobe, Yamada, Uyama ·
2024: Koch, Andrásfi, Siklósi, Nagy